# هوخدورف (اسلینگن)
هوخدورف (به آلمانی: Hochdorf) یک شهر در آلمان است که در ااسلینگن واقع شده‌است.